# 日本の体育科設置高等学校一覧
日本の体育科設置高等学校一覧（にほんのたいいくかせっちこうとうがっこういちらん）は、全国の「体育に関する学科」及び「その他専門教育を施す学科において体育を履修する高等学校（スポーツ科の一部）」が設置されている高等学校の一覧である。
専門教科「体育」を中心に履修する専門教育を主とする学科が設置されている高等学校は、本項目に掲載する。それ以外の学科・課程において専門教科「体育」を履修する場合において「その他専門教育を施す学科（スポーツ科の一部）」については、「体育に関する学科」との区別を明確にした上で掲載する。「総合学科」については日本の総合学科設置高等学校一覧、「普通科体育コース」については普通科コース設置校を参照。専門教科「体育」を履修しない学科・課程は、本項目に含めない。

## 北海道
- 北海道恵庭南高等学校 - 体育科

## 東北地方

### 青森県
- 青森県立青森北高等学校 - スポーツ科学科
- 青森県立弘前実業高等学校 - スポーツ科学科
- 青森県立八戸西高等学校 - スポーツ科学科

### 岩手県
- 岩手県立盛岡南高等学校 - 体育科
- 岩手県立花巻南高等学校 - スポーツ健康科学科

### 宮城県
・宮城県柴田高等学校-体育科
・宮城県利府高等学校-体育科
・仙台大学附属明成高等学校-スポーツ創志科
・東北高等学校-スポーツコース

### 山形県
- 山形県立山形中央高等学校 - 体育科

### 福島県
- 福島県立田村高等学校 - 体育科（2023年度入学生からスポーツ科に変更）

## 関東地方

### 栃木県
- 栃木県立小山南高等学校 - スポーツ科
- 矢板中央高等学校 - スポーツ科

### 群馬県
- 群馬県立西邑楽高等学校 - スポーツ科

### 埼玉県
- 埼玉県立ふじみ野高等学校 - スポーツサイエンス科（2013年4月より大井高等学校と福岡高等学校統合により学校名変更）
- 埼玉県立大宮東高等学校 - 体育科
- 埼玉栄高等学校 - 保健体育科

### 千葉県
- 千葉県立八千代高等学校 - 体育科
- 柏市立柏高等学校 - スポーツ科
- 船橋市立船橋高等学校 - 体育科

### 東京都
- 東京都立駒場高等学校 - 保健体育科
- 東京都立野津田高等学校 - 体育科

### 神奈川県
- 神奈川県立弥栄高等学校 - スポーツ科学科
- 川崎市立橘高等学校 - スポーツ科
- 横浜市立横浜商業高等学校 - スポーツマネジメント科
- 神奈川県立厚木北高等学校 - スポーツ科学科

## 中部地方

### 新潟県
- 新潟県立八海高等学校 - 体育科

### 石川県
- 石川県立津幡高等学校 - 体育科
- 小松大谷高等学校 - 体育科

### 長野県
- 長野県飯山高等学校 - 体育科

### 岐阜県
- 中京高等学校 (岐阜県) - アスリート選抜
- 清翔高等学校 - 体育科（2010年度募集停止）

### 静岡県
- 富士市立高等学校 - スポーツ探究科

### 愛知県
- 愛知県立三好高等学校 - スポーツ科学科

## 近畿地方

### 三重県
- 三重県立稲生高等学校 - 体育科

### 滋賀県
- 滋賀県立草津東高等学校 - 体育科

### 京都府
- 京都府立乙訓高等学校 - スポーツ健康科学科
- 京都府立西城陽高等学校 - スポーツコース(Sports)

### 大阪府
- 大阪府立大塚高等学校 - 体育科
- 大阪府立摂津高等学校 - 体育科
- 大阪府立桜宮高等学校 - 体育科・スポーツ健康科学科
- 大阪府立汎愛高等学校 - 体育科・武道科
- 太成学院大学高等学校 - 体育科
- 初芝立命館高等学校 - 体育科

### 兵庫県
- 兵庫県立社高等学校 - 体育科
- 尼崎市立尼崎高等学校 - 体育科
- 夙川学院高等学校 - 体育科

### 奈良県
- 奈良県立添上高等学校 - スポーツサイエンス科
- 奈良県立大和広陵高等学校 - 生涯スポーツ科

### 和歌山県
- 和歌山県立和歌山北高等学校 - スポーツ健康科学科（西校舎）

## 中国地方

### 鳥取県
- 鳥取城北高等学校 - スポーツ科学コース（体育クラス、特進クラス）

### 島根県
- 島根県立大社高等学校 - 体育科

### 岡山県
- 岡山県立玉野光南高等学校 - 体育科

### 広島県
- 広島県立広島皆実高等学校 - 体育科
- 広島県立神辺旭高等学校 - 体育科
- 広島市立沼田高等学校 - 普通科体育コース

## 四国地方

### 徳島県
- 徳島県立鳴門渦潮高等学校 - スポーツ科学科

## 九州地方

### 鹿児島県
- 鹿児島県立鹿児島南高等学校 - 体育科
- 霧島市立国分中央高等学校 - スポーツ健康科

### 沖縄県
- 沖縄県立那覇西高等学校 - 体育科
- 沖縄県立中部商業高等学校 - 生涯スポーツ科